# مجاهد ديرانية
مجاهد مأمون ديرانية (وُلد 1377 هـ / 1957 م) هو أديب وكاتبٌ ومترجم ومحقق أردنِّي، أصله من حيِّ المَيدان في مدينة دمشق. له عددٌ من المؤلفات والترجمات في الفكر الإسلامي والتنشئة والعلوم الاجتماعية والتربوية، ويعمل مستشارًا تربويًا لشبكة الألوكة الإلكترونية منذ عام 2009. وهو سِبطُ الشيخ علي الطنطاوي، وله عنايةٌ خاصة بآثار جدِّه ما نُشر منها من قبلُ وما لم يُنشر، وقد جمع الكثير من مقالات الشيخ وأحاديثه الإذاعية وأخرجها في كتب جديدة، وخصَّ سيرته بكتاب مفرد.

## سيرته
وُلد مجاهد بن مأمون ديرانية في عمَّان يوم الأربعاء 2 جُمادى الآخرة 1377هـ الموافق 25 ديسمبر 1957م، لأبوين سوريين دمشقيين، فإن أصل أسرته (ديرانية) يرجع إلى حي الميدان في دمشق، وجدُّه لأمِّه هو الشيخ علي الطنطاوي، وخال جدِّه هو المفكر الإسلامي محب الدين الخطيب، وتربطه قرابةٌ بالشيخ بدر الدين الحسني. درس الثانوية العامَّة في عمَّان، ثم حصل على الإجازة (بكالوريوس) في الهندسة المدنية من جامعة الملك عبد العزيز عام 1982، ثم استقرَّ بعد تخرُّجه في السعودية، وهو متزوِّجٌ ابنةَ خالته الكاتبة التربوية عابدة المؤيَّد العظم، ولديهما خمسة أبناء.
ترك عمله في اختصاصه وتوجَّه إلى تجارة الكُتب (نشرًا وبيعًا وتوزيعًا)، وعمل في التأليف والتحرير الأدبي والترجمة عن الإنجليزية، وأعاد إخراجَ معظم كتب الشيخ علي الطنطاوي بعد مراجعتها في طبعاتٍ جديدة، ونشر له عشرة كتبٍ جديدة لم تنشر في حياته، بجمعها من كتابات مخطوطة ومقالات نُشرت في صُحف ومجلات قديمة، ومن أحاديثَ إذاعية. وله ثلاثة كتب من تأليفه.

## مؤلفاته
ألف ثلاثة كتب:
1. علي الطنطاوي أديب الفقهاء وفقيه الأدباء، ونشره في سنة 2000م.[5]
2. 110 نصائح لتربية طفل صالح، ونشر طبعته الأولى 2002م.[6]
3. 33 مشكلة في تربية الأولاد، ونشر طبعته الأولى في سنة 2008م.[7]

وترجم وحرَّر موسوعتين:
1. موسوعة الأجيال، وتقع في 10 أجزاء، صدرت في عام 2004م.[8]
2. موسوعة 1000 حقيقة، في 10 أجزاء، مراجعة وتحريرًا 2009.

وأخرج مجموعة من كتب جدِّه علي الطنطاوي، بعنايته جمعًا لمادتها من مقالاتٍ وأحاديثَ لم يسبق نشرها، وتصحيحًا لها وتعليقًا عليها، وهي (مرتبة حسب تاريخ صدورها):
1. فتاوى علي الطنطاوي (الجزء الثاني) (2001)
2. فصول اجتماعية (2002)
3. سيِّد رجال التاريخ (2002)
4. نور وهداية (2006)
5. فصول في الثقافة والأدب (2007)
6. فصول في الدعوة والإصلاح (2008)
7. البواكير (2009)
8. الذكريات: الفهارس والصُّوَر (2011)
9. كلمات صغيرة (2016)
10. أعلام من التاريخ (2019)